# كايتلين كلوم
كايتلين كلوم (بالإنجليزية: Kaitlin Cullum)‏ هي ممثلة أمريكية، ولدت في 24 يونيو 1986 بلوس أنجلوس في الولايات المتحدة.

## أعمال

### مسلسلات
- غريس أندر فاير

## وصلات خارجية
- كايتلين كلوم على موقع IMDb (الإنجليزية)
- كايتلين كلوم على موقع قاعدة بيانات الفيلم (الإنجليزية)